# Villatorres
Villatorres er en kommune i det sydlige Spanien i provinsen Jaén. Den har et indbyggertal på 4.267 (2024) indbyggere.